# El Madroño
El Madroño és una localitat de la província de Sevilla, Andalusia, Espanya. L'any 2005 tenia 3677 habitants. La seva extensió superficial és de 103 km² i té una densitat de 3,6 hab/km². Les seves coordenades geogràfiques són 37° 38′ N, 6° 30′ O. Està situada a una altitud de 350 metres i a 77 kilòmetres de la capital de la província, Sevilla.

## Demografia
| 1996 | 1998 | 1999 | 2000 | 2001 | 2002 | 2003 | 2004 | 2005 | 2006 | 2007 |
| ---- | ---- | ---- | ---- | ---- | ---- | ---- | ---- | ---- | ---- | ---- |
| 402  | 376  | 368  | 364  | 382  | 379  | 369  | 366  | 367  | 360  | 353  |